# Euphorbia caloderma
Euphorbia caloderma är en törelväxtart som beskrevs av Susan Carter. Euphorbia caloderma ingår i släktet törlar, och familjen törelväxter. Inga underarter finns listade i Catalogue of Life.